# Villacé
Villacé es una localidad situada en el municipio de Villamañán. El pueblo está situado en el sur de la provincia de León (España) en la comarca de Esla-Campos poder judicial de León. Se encuentra a 3 kilómetros de la capital del municipio y a 780 metros de altitud, junto al arroyo de valle de Fontecha. Cuenta con 72 viviendas y un total de 108 habitantes siendo 61 varones y 47 mujeres (según el censo del año 2009). Fue capital del ayuntamiento del mismo nombre hasta 1976 EN que fue incorporada al ayuntamiento de Villamañán. Tiene una empresa de ladrillos que es Cerámicas Villacé.

## Demografía
| Gráfica de evolución demográfica de Villace entre 1842 y 1970 |
| |
| Población de derecho según los censos de población del INE Población de hecho según los censos de población del INE Entre el censo de 1981 y el anterior este municipio desaparece porque se integra en Villamañán |

## Patrimonio

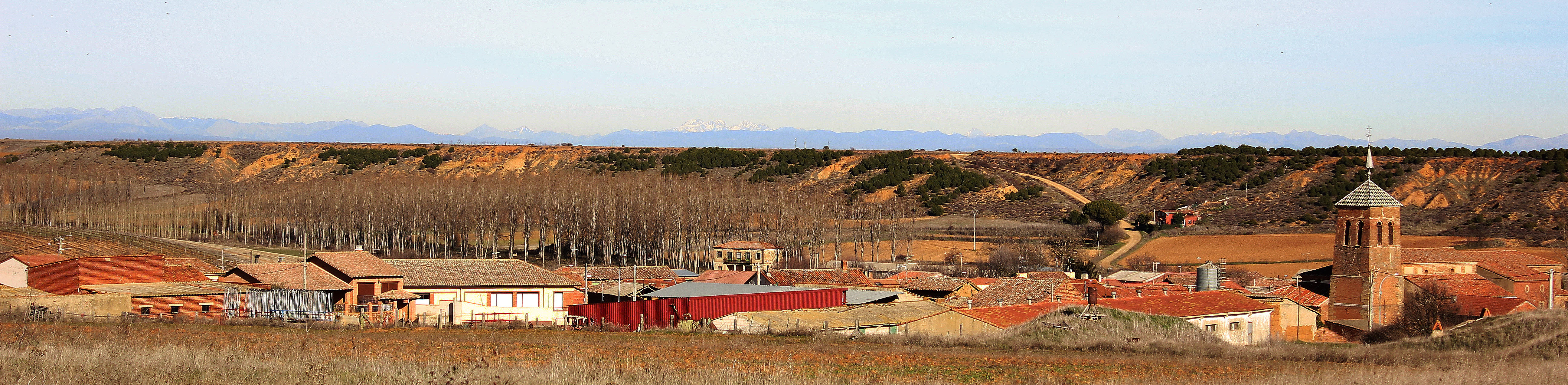
Panorámica de Villacé desde el camino de las bodegas

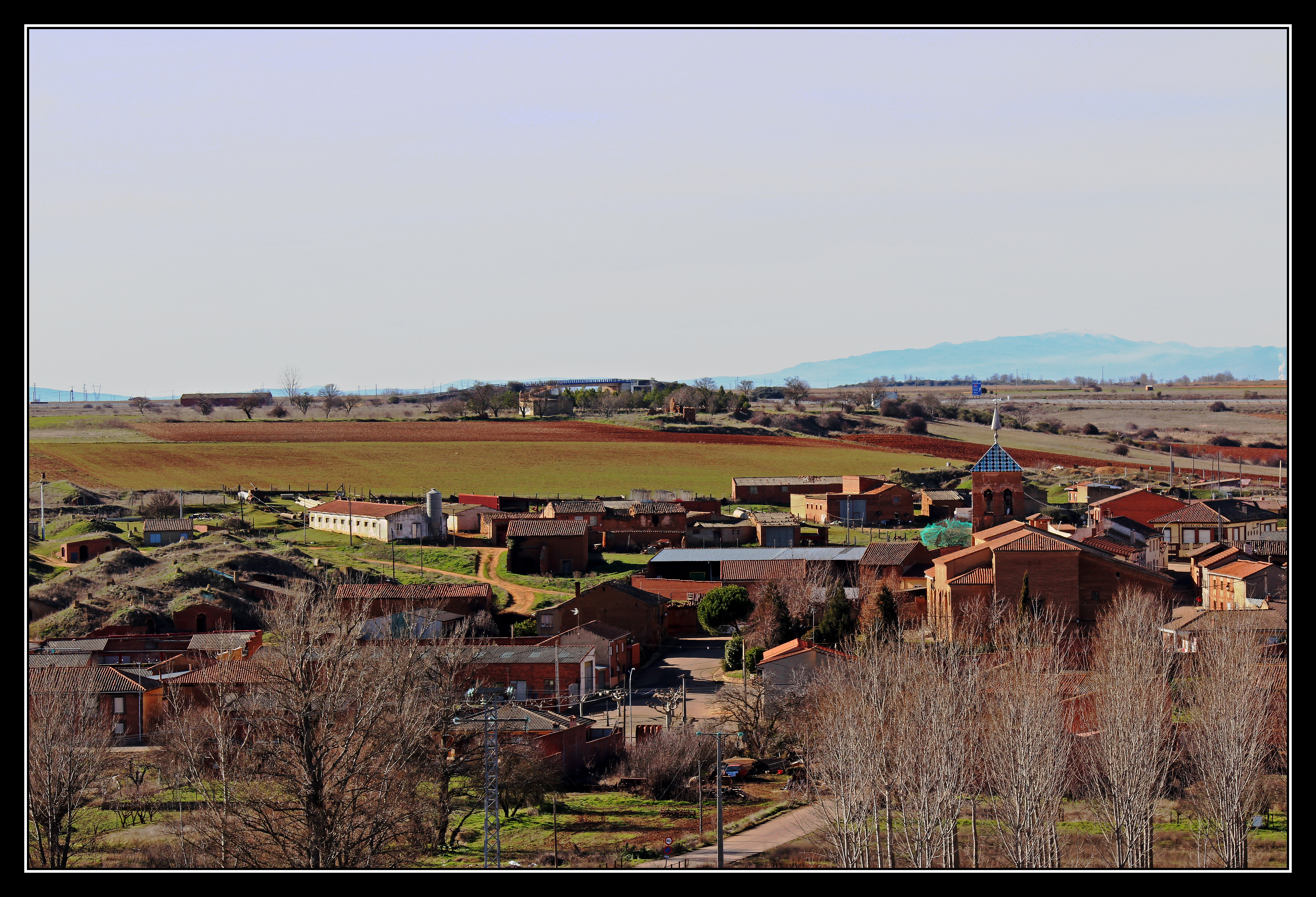
Vista general del pueblo

Iglesia parroquial: situada en una plataforma en posición central, la iglesia domina el conjunto del caserío.
Consta de tres naves separadas por arcos ojivales muy apuntados, y arcos de medio punto en sentido transversal.
El acceso se realiza a través de un atrio de pavimento enchinarrado, cubierto con armadura que apoya en esbeltas columnas de piedra.
A los pies, se sitúa la torre de 5 cuerpos, el superior abierto aloja el cuerpo de campanas, se cubre con faldones a cuatro aguas, revestidos de teja plana cerámica vidriada en diferentes tonos.
De gran relevancia el conjunto de retablos y bienes muebles que alberga en su interior, entre los que destacan:
- Artesonado policromado en dependencia anexa a la torre, originario del siglo XV.
- Pinturas murales conservadas bajo la capa de yeso.
- Pavimento de las naves formado por grandes losas de pizarra, algunas con inscripciones funerarias y escudos.
- Retablo barroco en el presbiterio.
- Pila bautismal de piedra con motivos geométricos esculpidos.
- Púlpito de madera policromada.
- Retablo barroco de la piedad, singular por ser de doble cara, situado en las capillas laterales adosadas a la nave norte.
- Órgano del siglo XVIII.
- Varios retablos barrocos.